# 衢县红壳竹
衢县红壳竹（学名：Phyllostachys rutila）为禾本科刚竹属下的一个种。

## 扩展阅读
- 維基物種上的相關：衢县红壳竹